# Spanair Flight 5022
Spanair Flight 5022 (JK5022) var en McDonnell Douglas-82, registrering EC-HFP, som skulle flyga från Madrid, Spanien till Las Palmas, Gran Canaria den 20 augusti 2008 men havererade på Madrid-Barajas flygplats vid starten. Flyget var en codeshare med Lufthansa, dvs. Lufthansa hade köpt ett antal platser på planet, och Spanair utförde flygningen. Det var den första olyckan med dödlig utgång i Spanair (del av SAS Group) under bolagets 20-åriga historia. En svensk kvinna i 40-årsåldern var bland de omkomna.

## Olycksförlopp

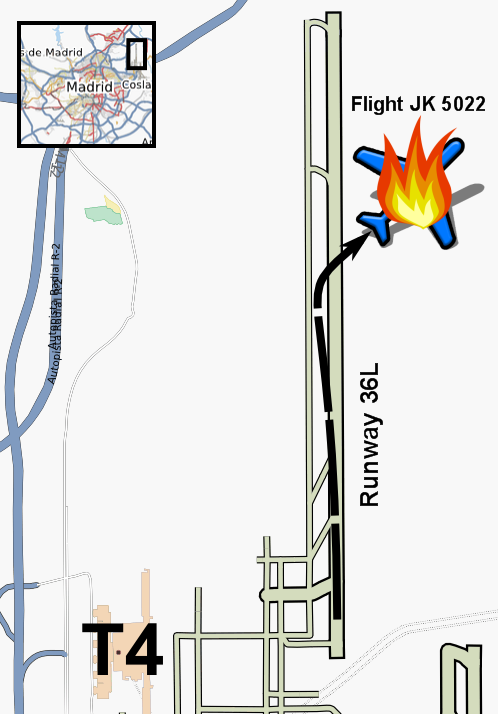
Karta som visar olycksplatsen.

Olyckan inträffade klockan 14:45 lokal tid under starten på Madrid-Barajas flygplats, bana 36L. Flygplanet var en McDonnell Douglas-82 med registrering EC-HFP, levererad till Korean Air den 18 november 1993 och övertagen av Spanair i juli 1999. Ombord på flygplanet fanns totalt 172 personer, varav 162 passagerare, 4 passiva besättningsmedlemmar och 6 aktiva besättningsmedlemmar. Enligt de första vittnesuppgifterna ska brand ha utbrutit i den vänstra motorn (en Pratt & Whitney model JT8D-217C turbofan) under accelerationen på startbanan. Flygplanet hade då passerat V1 (den högsta hastigheten där det är möjligt att avbryta starten). En video tagen av den spanska flygplatsmyndigheten AENA visar dock ingen brand vid denna tidpunkt. Piloterna försökte sedan få upp planet i luften, men av någon anledning svängde det åt höger, och havererade i marken, varpå det bröts upp i minst två bitar och började brinna kraftigt. Spanair har rapporterat att piloten fick avbryta det första startförsöket på grund av för hög värme i motorns luftintag. Det rapporteras att en trasig temperaturgivare då byttes, och att avgången därmed blev försenad en dryg timme. Vid nästa startförsök inträffade katastrofen.

## Konsekvenser
26 överlevande hittades i eller utanför vraket och togs till sjukhus. Av dessa överlevde 18 personer. Övriga passagerare ombord på planet hade troligen dött i haveriögonblicket eller till följd av den kraftiga brand som uppstod omedelbart efteråt. En svensk kvinna i 40-årsåldern, från Ekerö utanför Stockholm omkom i kraschen. Initialt rapporterades dödssiffran vara mellan två och 45 personer, men vartefter räddningsarbetet fortskred stod det klart att antalet omkomna översteg 100 för att slutligen hamna på 154 personer.

## Utredning
En preliminär rapport om olyckan släpptes av de civila luftfartsmyndigheterna den 10 oktober 2008. Svarta lådan visade att flygplanet hade startat med 0° vingklaff, jämfört med 11° som behövdes, och att larmet för detta inte hade fungerat. Det medförde att lyftkraften var kraftigt försämrad. Rapporten pekade inte ut någon annan orsak till olyckan, och uteslöt fel på motorer som orsak till olyckan. 
Representanter från amerikanska National Transportation Safety Board, flygplanstillverkaren Boeing (som efterträdare till McDonnell Douglas, den ursprungliga flygplanstillverkaren) och motortillverkaren Pratt & Whitney stödde utredningen.